# Кочур Григорій Порфирович
Григо́рій Порфи́рович Ко́чур  (17 листопада 1908, Феськівка, Сосницький повіт, Чернігівська область — 15 грудня 1994, Ірпінь) — український перекладач, поет, літературознавець, громадський діяч, шістдесятник.

## Біографія
Народився в селі Феськівка Чернігівської губернії (тепер Менського району Чернігівської області). Навчався в Київському інституті народної освіти, де його викладачами були професори С. Савченко, М. Калинович, Б. Якубський, С. Маслов, М. Зеров. Ще під час навчання в інституті молодого Григорія залучили до перекладацької роботи, зокрема над антологією нової французької поезії, а згодом над хрестоматією «Антична література». У процесі спільної роботи Кочур-студент познайомився з Максимом Рильським, Михайлом Драй-Хмарою, Освальдом Бурґгардтом, Павлом Филиповичем, а також певний час працював помічником в Агатангела Кримського. Після завершення навчання Григорієві довелося виїхати викладати до Балти й Тирасполя. Згодом викладав у Тираспольському та Вінницькому педінститутах.
Разом з дружиною 1943 року заарештований у Полтаві за приналежність до ОУН, звинувачений в «українському буржуазному націоналізмі» й засуджений на 10 років (1943—1953) ув'язнення в Інтинському таборі (Комі АРСР), де виконував каторжні роботи на шахтах концтаборів ГУЛАГ м. Інта. Тут посів провідне місце в інтернаціональному гуртку інтелігенції, не припиняв творчої діяльності. Перекладав, писав вірші, вивчав з допомогою в'язнів нові мови, зокрема, естонську, латиську, вірменську, грузинську, долучав до цього друзів. Активне духовне життя допомагало протистояти реаліям каторги.
Після звільнення (1953) і реабілітації (1962) подружжя Кочурів повернулося в Україну й оселилося в місті Ірпінь під Києвом.
Найближчий соратник М. Рильського, Григорій Кочур був неформальним лідером українського перекладацького цеху.
Кочур належав до ключових фігур національно-культурного відродження в Україні в 60-х роках. Його оселя в Ірпені була центром, де збиралася опозиційно налаштована творча інтелігенція. Після першої хвилі арештів серед української інтелігенції 1965 року Кочур серед 139 авторів підписав лист-протест 139 на захист своїх друзів і близьких знайомих.
Усі ці роки Кочур багато і плідно працював, виховуючи нове покоління перекладачів. Його переклади охоплюють 26 століть, починаючи від Архілоха (давньогрецька поезія) і закінчуючи сучасними поетами, три континенти (Європа, Америка й Азія), близько 30 літератур. Він автор статей з теорії перекладів, кваліфікованих передмов до видань зарубіжних авторів, численних рецензій і спогадів.
У 70-х роках Григорій Кочур щораз частіше потрапляв у списки тих, кого «розбирали» на різних зборах, потрапив у «чорні списки», зокрема за те, що зустрічався з українськими літераторами з-за кордону. Під час другої хвилі репресій серед української інтелігенції 1973 року Кочура виключили зі Спілки письменників України (СПУ): попри тиск, Кочур не дав потрібних КДБ показів проти Є. Сверстюка; його практично позбавили можливості публікуватися.
Тільки 1988 року Кочура відновили в СПУ. 1989 року видано невелику збірку його віршів «Інтинський зошит», його табірну поезію з царства «дротяного дракона». 1991 р. видано том вибраних перекладів «Друге відлуння».
Як твердить критик і теоретик перекладів М. Новикова, збірка перекладів Кочура — це «одночасно факт української культури, документ нашого часу і „багатоголосий монолог“ самого Кочура».
Григорій Кочур — лавреат премії імені М. Рильського за переклади і Державної премії ім Т. Шевченка за книгу перекладів «Друге відлуння».
Тільки у 82-річному віці дістав можливість прийняти зарубіжні запрошення й виступити з доповідями на наукових конференціях у США (Іллінойський університет, 1991), у Польщі й Чехії (1992).
Григорій Кочур був дійсним членом Наукового товариства ім. Т. Шевченка, нагороджений медаллю НТШ ім. М. Грушевського.

## Ушанування пам'яті
В Ірпені діє приватний Літературний музей ім. Г. П. Кочура. Він розташований у будинку, де з 1962 по 1994 рік жив і працював видатний український поет, перекладач і літературознавець. Вулиця, на якій стоїть цей будинок, нині названа іменем Григорія Кочура. Літературний музей ім. Г. П. Кочура відкрили 1997 року діти Григорія Кочура, щоб продовжувати  справу  його життя — сприяти розвиткові української перекладацької діяльності й загалом української культури. Тут представлена інформація про діяльність українських патріотів 60–70 років ХХ ст., окремо представлена меморіальна виставка вчителя Григорія Кочура — видатного перекладача Миколи Зерова. 
У Львівському національному університеті імені Івана Франка функціонує кафедра перекладознавства і контрастивної лінгвістики імені Григорія Кочура.
Щорічно в Ірпені на честь Григорія Кочура проходить міжнародний фестиваль письменників і перекладачів "Кочур-Фест". Фестиваль спрямований на популяризацію української літератури за кордоном, обмін досвідом між перекладачами та підтримку молодих українських авторів. У 2023 році в рамках фестивалю «Кочур-Фест» СЕО Товариства «ВІДВАЖНИХ» Володимир Карплюк заснував приватну премію за популяризацію здобутків Григорія Кочура . Премія щорічно відзначає перекладачів, які підтримують традицію перекладу творів безпосередньо з мови оригіналу українською.
 
Існує державна премія імені Григорія Кочура, що присуджується за кращі переклади українською мовою визначних творів світової поезії та вагомі перекладознавчі праці в царині українського художнього перекладу.
За підтримки МФ «Відродження» видано найповніший збірник поетичних перекладів Григорія Кочура «Третє відлуння».
У рамках декомунізації в Чернігові іменем Григорія Кочура названо вулицю. 2023 року Київська міська рада також перейменувала вулицю на його честь. 
У Київському національному університеті імені Т. Шевченка 27–29 жовтня 2003 року відбулася Міжнародна науково-практична конференція з перекладу, присвячена 95-річчю від дня народження Григорія Кочура. За матеріалами конференції видано збірник.

## Публікації

### Книги
- Кочур Г. Відлуння. — Київ: Дніпро, 1969. — 146 с.
- Кочур Г. П. Інтинський зошит: Вірші 1945—1953 років. — Київ: Молодь, 1989. — 40 с. 
 — вірші табірних років.
- Кочур Г. П. Друге відлуння: Переклади. — Київ: Дніпро, 1991. — 558 с. — (Майстри поетичного перекладу). [Архівовано 14 травня 2015 у Wayback Machine.]
- Кочур Г. Третє відлуння: Поетичні переклади / Упоряд. А. Г. Кочур; Авт. вступ. слова І. М. Дзюба; Авт. передм. М. О. Новикова; Ред.: М. Н. Москаленко, С. К. Жолоб. — Київ: Рада, 2000. — 551с.
- Кочур Г. Література та переклад: Дослідження, рецензії, літературні портрети, інтерв'ю: У 2 т. — Київ: Смолоскип, 2008.
- Кочур Г. П. Інтинський зошит. Повне видання: Вірші 1945—1953 років. — Київ: ПЕНМЕН, 2024. — 120 с. 
 — вірші табірних років.

### Статті та есе
Статті та есе опубліковані у складі наукових збірок, а також у журналах Всесвіт, Літературна Україна та ін.:
- Кочур Г. Арістофанів сміх // Всесвіт. — 1981. — № 6. — C. 183—186.
- Кочур Г. Бібліографія французької шевченкіани // Літ. Україна. — 1967. — 15 верес. — Рец. на кн.: Т. Г. Шевченко французькою мовою (1847—1967): Бібліогр. покажч. / Уклав М. М. Гресько. — Львів, 1967. — 42 с.
- Кочур Г. Видано в Пряшеві // Всесвіт. — 1962. — № 7. — С. 72–74. — Рец. на кн.: Мольнар М. Тарас Шевченко у чехів та словаків. — Пряшів: Словац. пед. вид-во, Відділ укр. літератури, 1961. — 285 с.; Орсаг-Гвєздослав П. Криваві сонети / Пер. з словац. А. Патрус-Карпатський. — Пряшів: Словац. пед. вид-во, Відділ укр. літератури, 1961. — 85 с.
- Кочур Г. [Відповіді на запитання з Анкети редколегії збірника «Теорія і практика перекладу» для перекладачів] // Теорія і практика перекладу. — 1991. — Київ: Вища шк., 1992. — Вип. 18. — С. 171—189.
- Кочур Г. Вперше в Радянському Союзі // Літ. Україна. — 1962. — 6 лип. — Рец. на кн.: Менандр. Відлюдник: Комедія / Пер. з старогрец. А. О. Содомора. — Львів: Вид-во Львів. ун-ту, 1962. — 99 с.
- Кочур Г. [Вступне слово до публікації сонетів у перекладах М. Стріхи] // Березіль. — 1992. — № 11/12. — C. 13–14. — (Укр. перекладний сонетарій).
- Кочур Г. [Вступ до статті М. Зерова "Брюсов — переводчик латинских поэтов] // Мастерство перевода. 1966. — Москва: Сов. писатель, 1968. — С. 413—416.
- Кочур Г. «Гроно п'ятірне» витримки соловецької: До 100-річчя з дня народження Миколи Зерова // Рад. Україна. — 1990. — 28 квіт.
- Кочур Г. Данте в украинской литературе // Дантовские чтения. 1971 / Под общей ред. И. Бэлзы. — Москва, 1971. — С. 181—203.
- Кочур Г. Добрі переклади англійською мовою // Всесвіт. — 1961. — № 11. — С. 153—155.
- Кочур Г. Езоп українською мовою // Всесвіт. — 1962. — № 5. — С. 98–99. — Рец. на кн.: Езоп. Байки / Пер. із старогрец. Ю. Ф. Мушак. — Київ: Держлітвидав, 1961. — 328 с.
- Кочур Г. З недрукованих поезій [Передмова до збірки поезій М. Зерова] // Вітчизна. — 1988. — № 3. — С. 161—162.
- Кочур Г. З французької шевченкіани // Літ. Україна. — 1966. — 8 берез.
- Кочур Г. Здобутки й перспективи // Всесвіт. — 1968. — № 1. — С. 92–97.
- Кочур Г. Зеров і Словацький // Всесвіт. — 1988. — № 8. — С. 126—127.
- Кочур Г. Із спогадів про свого вчителя // Родинне вогнище Зерових / Упорядкув. М. Зерової, Р. Корогодського, С. Попель. — Київ: Гелікон, 2004. — С. 22–25. — («Українська модерна література»).
- Кочур Г. Кілька побіжних вражень (Замість огляду тижневика «Жицє літерацке») // Всесвіт. — 1960. — № 12. — С. 76–78.
- Кочур Г. Кілька уваг про Василя Мисика та його переклад «Ромео і Джульєтти» // Прапор. — 1988. — С. 42–46.
- Кочур Г. Лист до Р. Зорівчак від 10 берез. 1982 р. Зберігається в архіві адресата.
- Кочур Г. Майстри перекладу // Всесвіт. — 1966. — № 4. — С. 17–24.
- Кочур Г. Микола Зеров: (До 75-річчя з дня народження) // Літ. Україна. — 1965. — 27 квіт.
- Кочур Г. «Но вспомнишь ли у новых берегов…» // Лит. обозрение. — 1989. — № 9. — С. 62–63.
- Кочур Г. Перекладацький доробок неокласиків // Народна воля [Скрентон, штат Пенсильванія, США]. — 1995. — 25 трав.; 1 черв.
- Кочур Г. Перекладацький доробок неокласиків // Проблеми літературознавства і художнього перекладу: Зб. наук. праць і матеріалів. — Львів: НТШ, 1997. — С. 191—196.
- Кочур Г. Перші кроки // Дніпро. — 1989. — № 1. — С. 65–66
- Кочур Г. Про Миколу Зерова // Дзвін. — 2005. — № 5/6. — С. 137—141.
- Кочур Г. Про переклади Миколи Зерова // Всесвіт. — 1963. — № 10. — С. 103—104.
- Кочур Г. [Рецензія] // Всесвіт. — 1961. — № 3. — С. 157—158. Рец. на кн.: Публій Овідій Назон: До 2000-річчя з дня народження: (Збірник статей). — Львів: Вид-во Львів. ун-ту, 1960. — № 6. — 102 с.
- Кочур Г. Учений, перекладач, поет [М. Зеров] // Вечірній Київ. — 1963. — 1 квіт.
- Кочур Г. Феномен Миколи Лукаша (19.XII.1919–29.VIII.1988) // Сучасність. — 1989. — Ч. 2. — С. 16–23.
- Кочур Г. Шевченко в польських перекладах // Всесвіт. — 1961. — № 9. — С. 51–57.
- Кочур Г. Шекспир на Украине // Мастерство перевода. 1966 / Редкол.: К. Чуковский (глав. ред.) … Г. Кочур. — Москва, 1968. — С. 26–59.
- Кочур Г. Шлях Миколи Зерова до поезії // Літ. Україна. — 1987. — 13 серп.

## Визнання
Лавреат премій імені М. Рильського та імені Т. Шевченка за перекладацьку діяльність, нагороджений медаллю Наукового товариства імені М. Грушевського.
В Ірпені діє Музей Григорія Кочура.
У Львівському університеті 1998 р. відкрито кафедру перекладознавства і контрастивної лінгвістики імені Григорія Кочура.
2008 року на честь 100-річчя перекладача випущено марку з його портретом. З ініціативи Міністерства культури і туризму України у вересні 2009 засновано Літературну премію імені Григорія Кочура.
У Чернігові є вулиця Григорія Кочура.
17 листопада 2018 року на державному рівні в Україні відзначено пам'ятну дату — 110 років з дня народження Григорія Кочура (1908—1994), поета, перекладача.
У травні 2023 року колишня вулиця Олександра Пироговського в Солом'янському районі Києва отримала нову назву на честь Григорія Кочура..